# 경기이음온학교
경기이음온학교는 경기도 수원시에 있는 공립 각종학교이다.

## 연혁
- 2025년 3월 1일 : 수원제일중학교 부지에 개교[1]